# Children of the Corn II: The Final Sacrifice
Children of the Corn II: The Final Sacrifice (no Brasil, Colheita Maldita 2: O Sacrifício Final e em Portugal, Os Filhos da Terra II: Sacrifício Final) é a sequência para o filme  Colheita Maldita. Essa sequência, dirigida por David F. Price, é estrelada por Terence Knox, Ryan Bollman, Ned Romero, e Paul Scherrer. O filme foi lançado nos cinemas pela Dimension Films em janeiro de 1993, com a distribuição a cargo da Paramount Pictures. Várias sequências seguiram este filme, todas exceto uma lançada diretamente em vídeo.

## Enredo
O enredo desenvolve-se em Hemingford, Nebrasca, uma cidade próxima a Gatlin (local do filme original).  A população de Hemingford decide adotar as crianças sobreviventes de Gatlin, tentando ajudar as crianças a começarem novas vidas.  Infelizmente para os bem-intencionados da cidade, as crianças vão para o milharal onde um dos membros do grupo de culto, Micah, foi possuído por um demônio enviado por Aquele Que Anda por Detrás das Fileiras, a entidade adorada pelo culto. No curso de uma semana, as crianças matam todos na cidade.

## Elenco
- Paul Scherrer como Danny Garret: Personagem principal.
- Ryan Bollman como Micah: O líder do novo grupo do milho, sucessor de Isaac do primeiro filme, sendo possuído por um espírito demoníaco.
- Terence Knox como John Garret: Pai de Danny, repórter do Worldly Inquirer.
- Christie Clark como Lacey Hellerstat:  Uma garota órfã local pela qual Danny tem uma queda.
- Marty Terry como Mr. Ruby Burke: Uma professora local que está alerta para os eventos que ocorreram há alguns dias na cidade vizinha.

## Produção
A produção do filme começou no fim da primavera de 1992 e as filmagens, no verão de 1992, em Liberty, Carolina do Norte. A maioria do elenco era composto por pessoas locais, incluindo as crianças. A cena envolvendo uma mulher idosa voando através da janela de uma loja após sua cadeira de rodas ter sido controlada por Micah foi filmada no centro de Ramseur, Carolina do Norte. A cena em que Micah e as crianças do milho queimam os mais velhos da cidade foi filmada em uma casa no cruzamento da Rua Asheboro e da Avenida Luther em Liberty. A casa foi queimada para o filme e um lote vago ainda existe no local onde a casa foi queimada. O grupo de produção usou uma residência religiosa local no cruzamento das Ruas Fayetteville e Raleigh em Liberty como sua sede durante as filmagens. O filho de Brian Yuzna aparece como uma das crianças do milho.
No comentário do DVD, o diretor, David F. Price disse que durante as filmagens um grupo de cristãos locais fizeram alguns protetos, e ele recebeu um roedor morto em seu tapete da porta como um aviso. Como resultado, a produção construiu sua própria igreja para algumas poucas cenas do filme. Tirando isso, nenhum grande incidente ocorreu.
Também no comentário do DVD, Price disse que o fim envolvendo Red Bear pintando uma pedra foi adicionada ao último minuto. Originalmente,o último minuto era composto por John Garrett fazendo uma ligação telefônica para seu tabloide em uma cabine no lado da estrada próxima ao milharal, apenas para ser engolido pela terra por Aquele que anda por trás das fileiras, sendo morto. Essa parte foi retirada, devido a problemas de orçamento.

## Lançamento
De acordo com o rascunho original no roteiro, o filme seria chamado "Colheita Maldita 2: Safra Mortal".

## Ligações Externas
- Children of the Corn II. no IMDb.
- «Children of the Corn II: The Final Sacrifice» (em inglês) no Rotten Tomatoes